# سم براون
سم براون (انگلیسی: Sam Brown؛ زادهٔ ۷ اکتبر ۱۹۶۴) یک موزیسین است. وی از سال ۱۹۷۸ میلادی تاکنون مشغول فعالیت بوده‌است.